# Dúbravka (Košice)
Dúbravka (in ungherese Dobróka, in tedesco Eichenhau) è un comune della Slovacchia facente parte del distretto di Michalovce, nella regione di Košice.